# Wanghua Pao
Wanghua Pao (kinesiska: 王花泡) är en sjö i Kina. Den ligger i provinsen Heilongjiang, i den nordöstra delen av landet, omkring 140 kilometer nordväst om provinshuvudstaden Harbin. Wanghua Pao ligger 143 meter över havet. Arean är 25,1 kvadratkilometer. Trakten runt Wanghua Pao består till största delen av jordbruksmark. Den sträcker sig 8,0 kilometer i nord-sydlig riktning, och 6,3 kilometer i öst-västlig riktning.
Genomsnittlig årsnederbörd är 890 millimeter. Den regnigaste månaden är juli, med i genomsnitt 203 mm nederbörd, och den torraste är januari, med 4 mm nederbörd.